# Angles-sur-l’Anglin
Angles-sur-l’Anglin település Franciaországban, Vienne megyében. Lakosainak száma 362 fő (2022. január 1.). Angles-sur-l’Anglin Lurais, Néons-sur-Creuse, Saint-Pierre-de-Maillé és Vicq-sur-Gartempe községekkel határos.

## Népesség
A település népességének változása:
| Lakosok száma | 381  | 375  | 380  | 357  | 353  | 347  | 345  | 353  | 362  |
|               | 2013 | 2015 | 2016 | 2017 | 2018 | 2019 | 2020 | 2021 | 2022 |